# Distretto della Sarine
Il distretto della Sarina (in francese district de la Sarine, in tedesco Saanebezirk) è un distretto del Canton Friburgo, in Svizzera. Confina con i distretti di Broye a nord-ovest, di See a nord, di Sense a est, di Gruyère a sud e di Glâne a sud-ovest. Il capoluogo è Friburgo (Fribourg/Freiburg im Üechtland).
Prende il nome dal fiume Sarina che lo attraversa.

## Comuni
Amministrativamente è diviso in 25 comuni. Il distretto è interamente di lingua francese ad eccezione di Friburgo e Pierrafortscha, che sono bilingui francese-tedesco.
- Autigny
- Avry
- Belfaux
- Bois-d’Amont
- Chénens
- Corminboeuf
- Cottens
- Ferpicloz
- Friburgo (Fribourg/Freiburg im Üechtland)
- Gibloux
- Givisiez
- Granges-Paccot
- Grolley
- Hauterive
- La Brillaz
- La Sonnaz
- Le Mouret
- Marly
- Matran
- Neyruz
- Pierrafortscha
- Ponthaux
- Prez
- Treyvaux
- Villarsel-sur-Marly
- Villars-sur-Glâne

### Fusioni
- 1831: Corminboeuf, Nonan → Corminboeuf
- 1970: Marly-le-Grand, Marly-le-Petit → Marly
- 1972: Illens, Rossens → Rossens
- 1976: Chésalles, Marly → Marly
- 1977: Belfaux, Cutterwil → Belfaux
- 1977: Ependes, Sales → Ependes
- 1981: Nierlet-les-Bois, Ponthaux → Ponthaux
- 1982: Formangueires, Lossy → Lossy-Formangueires
- 1989: Bonnefontaine, Montécu → Bonnefontaine
- 1996: Farvagny-le-Grand, Farvagny-le-Petit, Grenilles, Posat → Farvagny
- 1999: Corpataux, Magnedens → Corpataux-Magnedens
- 2000: Corsalettes, Grolley → Grolley
- 2001: Avry-sur-Matran, Corjolens → Avry
- 2001: Ecuvillens, Posieux → Hauterive
- 2001: Lentigny, Lovens, Onnens → La Brillaz
- 2003: Bonnefontaine, Essert, Montévraz, Oberried, Praroman, Zénauva → Le Mouret
- 2003: Estavayer-le-Gibloux, Rueyres-Saint-Laurent, Villarlod, Villarsel-le-Gibloux → Le Glèbe
- 2004: Cormagens, La Corbaz, Lossy-Formangueires → La Sonnaz
- 2016: Autafond, Belfaux → Belfaux
- 2016: Corpataux-Magnedens, Farvagny, Rossens, Le Glèbe, Vuisternens-en-Ogoz → Gibloux
- 2017: Chésopelloz, Corminboeuf → Corminboeuf
- 2020: Corserey, Noréaz, Prez-vers-Noréaz → Prez
- 2021: Arconciel, Ependes, Senèdes → Bois-d’Amont